# Astéroïde zénocroiseur
Un astéroïde zénocroiseur est un astéroïde dont l'orbite croise celle de Jupiter (zéno fait référence à Zeus). Au 19 mars 2020, 5635 objets numérotés sont zénocroiseurs, dont 4945 sont des troyens de Jupiter,. Les astéroïdes numérotés zénocroiseurs subsistants (690) sont partiellement listés ci-dessous.

## Liste partielle d'astéroïdes zénocroiseurs numérotés
Notes : † frôleur-intérieur ; ‡ frôleur-extérieur

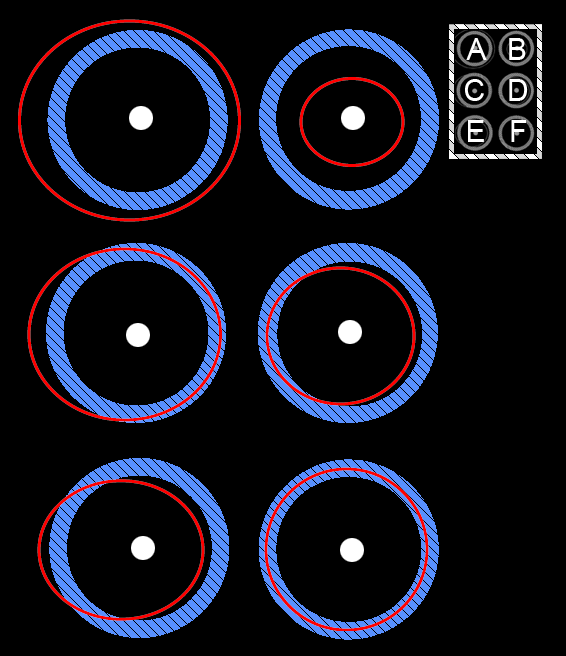
Frôleur-extérieur : C
Frôleur-intérieur : D
Croiseur : E
Co-orbital : F

- (944) Hidalgo †
- (1941) Wild
- (2483) Guenièvre
- (2959) Scholl
- (3552) Don Quichotte †
- (4446) Carolyn
- (5164) Mullo †
- (5335) Damoclès †
- (5370) Taranis †
- (6144) Kondojiro †
- (8373) Stephengould
- (8550) Hésiode
- (9767) Midsomer Norton
- (10608) Mameta
- (12307) 1991 UA
- (12896) Geoffroy
- (14569) 1998 QB32
- (15231) Ehdita
- (15376) Marták
- (15504) 1999 RG33 †
- (15783) Briancox
- (17212) 2000 AV183
- (18916) 2000 OG44 †
- (20086) 1994 LW
- (20461) Dioretsa †
- (20630) 1999 TJ90
- (20898) Fountainhills †
- (21804) Václavneumann
- (22070) 2000 AN106
- (26166) 1995 QN3
- (26929) 1997 CE18
- (30512) 2001 HO8
- (32460) 2000 SY92
- (32511) 2001 NX17 †
- (37117) Narcisse †
- (37578) 1990 RY2
- (37590) 1991 RA14
- (38292) 1999 RA77
- (38709) 2000 QO90
- (39266) 2001 AT2
- (45739) 2000 HR25
- (47907) 2000 GT71
- (51284) 2000 KE9
- (51838) 2001 OC61
- (52007) 2002 EQ47
- (52016) 2002 NO18
- (52068) 2002 QX40
- (61042) 2000 KB61
- (65374) 2002 PP55
- (65389) 2002 RF12
- (65407) 2002 RP120 †
- (67368) 2000 LH33
- (69566) 1998 BX
- (73418) 2002 LK36
- (73457) 2002 NZ43
- (73769) Delphes †
- (78133) 2002 NQ13
- (78470) 2002 RM45
- (78809) 2003 OR22
- (79724) 1998 SC125
- (84011) Jean-Claude †
- (99862) Kenlevin †
- (100231) Monceau
- (113415) Rauracia †
- (117993) Zambujal †
- (134039) Stephaniebarnes
- (196256) 2003 EH1 †
- (315898) 2008 QD4 ‡
- (365756) ISON
- (402920) Tsawout †
- (494667) 2001 WX1
- (514107) Ka‘epaoka‘awela